# Марія-Елеонора Клевська
Марі́я-Елеоно́ра Кле́вська (нім. Marie Eleonore von Kleve; 16 червня 1550—1 липня 1608) — принцеса Клевська, герцогиня Прусська  (1573—1608). Представниця німецького шляхетного роду фон дер Марк (Ламарк). Народилася в Клеве, Юліх-Клеве-Берг. Донька герцога Клевського Вільгельма і Марії Австрійської, доньки імператора Священної Римської імперії Фердинанда І. Сестра герцога Клевського Йоганна-Вільгельма. Небога Анни Клевської, четвертої дружини англійського короля Генріха VIII. Дружина прусського герцога Альбрехта-Фрідріха (з 14 жовтня 1573). У шлюбі народила 7 дітей. Померла в Кенігсберзі, Пруссія. Також — Марі́я-Елеоно́ра Ю́ліх-Кле́ве-Бе́ргська (нім. Marie Eleonore von Jülich-Kleve-Berg), Марія-Елеонора фон дер Марк.

## Родина
Чоловік — Альбрехт-Фрідріх, герцог Прусський
Діти:
- Анна (1576—1625) — дружина Йоганна-Сигізмунда, маркграфа Бранденбурзького
- Марія (1579—1649) — дружина Христіана Гогенцоллерна, маркграфа Бранденбург-Бойрейта, народила семеро дітей;
- Альбрехт-Фрідріх (1580) — помер немовлям.
- Софія (1582—1610) — дружина Вільгельма Кеттлера, курляндського герцога.
- Елеонора (1583—1607) — дружина Йоахіма Фрідріха Гогенцоллерна, курфюрста Бранденбурзького, мала єдину доньку;
- Вільгельм Фрідріх (1585—1586) — помер немовлям.
- Магдалена Сибіла (1586—1659) — дружина Іоганна Георга I Ветіна, курфюрста Саксонського, мала дев'ятеро дітей.